# Хэйг, Джорджина
Джорджи́на Хэйг (англ. Georgina Haig, род. 3 августа 1985) — австралийская актриса.

## Жизнь и карьера
Хэйг родилась в Мельбурне, штат Виктория и окончила Академию искусств Западной Австралии, после чего начала свою карьеру на телевидении в сериалах «Криминальная Австралия», «Спецотдел по спасению» и «Принцесса слонов». Также она появилась в нескольких небольших кинофильмах, включая «Грузовик», «Молодым без толку» и «Затаив дыхание». В 2010 году она была одним из основных кандидатов на роль Гвен Стейси в фильме «Новый Человек-паук», но её в итоге получила Эмма Стоун.
В 2012 году Хэйг дебютировала на американском телевидении с второстепенной ролью в сериале Fox «Грань». Затем она снялась в провальном сериале CBS «Неосторожные», после чего в 2014 году получила желанную многими актрисами роль Эльзы в четвёртом сезоне сериала ABC «Однажды в сказке». В 2016 году снялась в телесериале «Области тьмы».

## Личная жизнь
В июне 2014 Хэйг вышла замуж за сценариста Джоша Мейплстона. В марте 2017 года у них родилась дочь Грета.

## Фильмография

### Кино
| Год  | Название на русском | Название на английском | Роль            | Примечания             |
| ---- | ------------------- | ---------------------- | --------------- | ---------------------- |
| 2008 | Ирис                | Iris                   | Хлоя            | Короткометражный фильм |
| 2010 | Грузовик            | Road Train             | Лиз             |                        |
| 2010 | Молодым без толку   | Wasted on the Young    | Симона          |                        |
| 2010 | Долг памяти         | Lest We Forget         | Шерил           | Короткометражный фильм |
| 2011 | Затаив дыхание      | Crawl                  | Мэрилин Бернс   |                        |
| 2011 |                     | Recon 6                | Кристин         | Короткометражный фильм |
| 2012 | Сапфиры             | The Sapphires          | Глиннис         |                        |
| 2013 | Нерв                | Nerve                  | Грейс           |                        |
| 2014 | Мул                 | The Mule               | Жасмин Гриффитс |                        |

### Телевидение
| Год     | Название на русском                                   | Название на английском                          | Роль                   | Примечания                       |
| ------- | ----------------------------------------------------- | ----------------------------------------------- | ---------------------- | -------------------------------- |
| 2009-10 | Криминальная Австралия                                | Underbelly                                      | Джорджина Фриман       | 6 эпизодов                       |
| 2010    | Спецотдел по спасению                                 | Rescue Special Ops                              | Эмма Гриффитс          | 3 эпизода                        |
| 2011    | Принцесса слонов                                      | The Elephant Princess                           | Замира                 | Регулярная роль, 26 эпизодов     |
| 2012    | Танцевальная академия                                 | Dance Academy                                   | Мисти                  | 3 эпизода                        |
| 2012    | Рождество с семейкой Муди                             | A Moody Christmas                               | Патенс                 | Эпизод: «Water Under the Bridge» |
| 2012    | Грань                                                 | Fringe                                          | Генриетта «Этта» Бишоп | 7 эпизодов                       |
| 2013    |                                                       | The Elegant Gentleman’s Guide to Knife Fighting | Разные роли            | Регулярная роль, 6 эпизодов      |
| 2014    | Нас никогда не разлучить: Нерассказанная история INXS | Never Tear Us Apart: The Untold Story of INXS   | Паула Йетс             | Мини-сериал                      |
| 2014    | Неосторожные                                          | Reckless                                        | Ли Энн Энн Маркус      | Регулярная роль, 13 эпизодов     |
| 2014    | Однажды в сказке                                      | Once Upon a Time                                | Эльза                  | 12 эпизодов                      |
| 2015    | Конец детства                                         | Childhood's End                                 | Annabel Stormgren      | Мини-сериал                      |
| 2016    | Области тьмы                                          | Limitless                                       | Пайпер                 | 3 эпизода                        |
| 2018    | Переправа                                             | The Crossing                                    | доктор Софи Форбин     | Регулярная роль                  |
| 2019    | Тайные дела подружек невесты                          | Secret Bridesmaids' Business                    | Оливия                 | Регулярная роль                  |